# Argeatas
Argeatas fue un antiguo asentamiento griego situado en Arcadia.
Pausanias ubicaba este antiguo asentamiento en el territorio perteneciente a Clítor, cerca del bosque llamado Sorón, junto a otros asentamientos de la zona llamados Escotane y Licuntes.